# Dialektische Darstellungsmethode
Als Dialektische Darstellung oder Dialektische Darstellungsmethode wird eine bestimmte Art und Weise bezeichnet, gemäß der Karl Marx im „Kapital“ den Untersuchungsgegenstand, also die kapitalistische Produktionsweise, einer bestimmten Ordnung folgend erklärt hat. Marx beginnt gemäß dieser Methode mit einem Ausgangspunkt, der Ware, der im Verhältnis zum darzustellenden Gegenstand abstrakt ist, aber selbst ein Konkretum (Einheit des Mannigfaltigen) darstellt, wie die nachfolgende Analyse im „Kapital“ zeigt. Die Begründung dieses Ausgangspunktes liegt im vorangegangenen Forschungsprozess, am Anfang der Darstellung genügt eine Plausibilitätsbetrachtung:  „Der Reichtum der Gesellschaften, in welchen kapitalistische Produktionsweise herrscht, erscheint als eine ‚ungeheure Warensammlung’, die einzelne Ware als seine Elementarform. Unsere Untersuchung beginnt daher mit der Analyse der Ware.“ Mit abstrakt ist dabei gemeint, dass die Ware als Ausgangspunkt einer Darstellung des Systems kapitalistischer ökonomischer Verhältnisse zunächst noch ohne jeglichen Zusammenhang mit dem konkreten Ganzen, der kapitalistischen Produktionsweise insgesamt und insbesondere mit dem Phänomen Geld, betrachtet wird. Der Ausgangspunkt - die Ware - wird noch abstrahiert von der Gesamtheit des Untersuchungsgegenstandes, von der Totalität, gesehen und analysiert.
Marx betrachtet also die Ware und ihre Eigenschaften zunächst für sich genommen. Obwohl er dabei von der Totalität der kapitalistischen Produktionsweise abstrahiert, erweist sich die Ware selbst als konkret in sich, als Einheit des Mannigfaltigen. Seine Analyse stößt nämlich auf zwei grundlegende Eigenschaften jeder Ware: Einerseits ist sie ein nützliches Ding, das menschliche Bedürfnisse befriedigen kann; insofern bezeichnet Marx die Ware als einen Gebrauchswert. Andererseits ist die Ware auf den Markt getragen worden, um andere Waren einzutauschen; insofern hat sie einen Tauschwert. Eine tiefere Analyse des Tauschwertes zeigt, dass der Tauschwert auf einer gesellschaftlichen Eigenschaft der Ware beruht, dem Wert. Der Tauschwert bringt das Wertverhältnis verschiedener Waren zur Erscheinung. Das Verhältnis zwischen Wert und Gebrauchswert einer Ware ist ein Beispiel für einen dialektischen Widerspruch. Vom Standpunkt eines Warenbesitzers knüpfen sich an die grundlegenden Eigenschaften einer Ware gegensätzliche Bestimmungen (Tendenzen): Als Gebrauchswert soll die Ware weggegeben, als Wert aber behalten werden. Dieser Widerspruch findet seine Lösung im wertgleichen Tausch. Die Analyse des Warentausches führt zu weiteren Differenzierungen: Der Wert der einen Ware erscheint als Gebrauchswert einer anderen Ware - dies ist der Kern des Tauschwertes. - Durch das Auffinden von (dialektischen) Widersprüchen durch Analyse und die Suche nach der Lösung, die ein Widerspruch in der Praxis der handelnden Menschen gefunden hat, steigt Marx’ dialektisch-materialistische Methode zu immer konkreteren Begriffen auf mit dem Ziel, die Gesamtheit der ökonomischen Verhältnisse theoretisch zu rekonstruieren. Auf den ersten 100 Seiten des „Kapital“ schreitet Marx von der Ware fort zum Geld, jenem Gebrauchswert, in dem ab einem bestimmten Entwicklungsniveau alle Waren ihren Tauschwert ausdrücken. In seiner Betrachtung wird der Warentausch W – W (Ware gegen Ware) zur Geldwirtschaft W – G – W (Ware gegen Geld, Geld gegen Ware) erweitert.
Mit dem Geld sind weitere Fragen oder Widersprüche verbunden, so dass weitere Begriffe, Erweiterungen und Konkretisierungen eingeführt werden müssen. Grundsätzlich ist nämlich auch die Zirkulationsform G – W – G (Geld kauft Ware, Ware wird dann gegen Geld verkauft) möglich. Diese Form ergibt aber keinen Sinn, weil das Ende G dasselbe ist wie der Anfang G, es sei denn, G hätte sich inzwischen vergrößert: G – W – G’. Dies ist die Kapitalformel, Kapital als neuer Begriff ist somit eingeführt.
Es stellt sich jetzt die Frage, woher die Wertvermehrung des Kapitals kommen kann, wenn sich immer nur Waren zu gleichem Wert tauschen. Warum ist der Wert der Waren, die die Kapitalisten kaufen, niedriger als der Wert der Waren, die die Kapitalisten verkaufen? Diese Frage wird durch Marx’ Mehrwerttheorie, in der der nächste Begriff - die Lohnarbeit – eingeführt wird, beantwortet. Der Wert der Arbeitskraft ist gleich dem Wert der Waren, die die Arbeiter zu ihrer Reproduktion benötigen. Dieser Wert ist aber geringer als der Wert der Waren, die die Arbeiter herstellen. Im Produktionsprozess entsteht also der Mehrwert.
Es ergibt sich so mit einer gewissen zwingenden Logik eine systematische Reihenfolge immer entwickelterer, konkreterer Begriffe, bis schließlich die kapitalistische Produktionsweise als Totalität mit all ihren Bestandteilen und Wechselbeziehungen dargestellt ist, wobei aufgrund dieser dialektischen Darstellungsmethode auch gleich die innere Logik der kapitalistischen Produktionsweise, die Bedeutung der jeweiligen Momente innerhalb der kapitalistischen Produktionsweise, sichtbar geworden ist. Es ist herausgearbeitet, wie das Kapital als System sich selbst seine eigenen Voraussetzungen schafft, etwa den „freien“ Lohnarbeiter auf dem einen Pol und die Kapitalistenklasse als Eigentümer der Produktionsmittel auf dem anderen.
So ist beispielsweise Geld nicht einfach nur „pfiffiges“ Hilfsmittel, um den Warentausch einfacher bewältigen zu können, sondern ergibt sich dialektisch aus der Frage, wie sich der Wert der Waren als Tauschwert ausdrücken soll, wo ja der „wahre“ Wert der Waren in einer Gesellschaft von voneinander unabhängigen Privatproduzenten unbekannt ist.
Am Ende erweist sich die Ware als das charakteristische Produkt des Kapitals, so dass der Ausgangspunkt der dialektischen Darstellung, die Ware, sich schließlich als richtig gewählt erweist.
Einige Interpreten sind der Auffassung, dass innerhalb der Dialektik bei Marx und Engels die „Dialektische Darstellung“ als Methode von einer ontologischen Auffassung von Dialektik abzugrenzen sei. Andere sind der Auffassung, dass die dialektische Methode bei Marx auch dazu dient, die historische Entwicklung des Systems von Ware-Geld-Beziehungen in seinen wesentlichen Etappen nachzuvollziehen, also die von Hegel geforderte Einheit von Logischem und Historischem auf materialistischer Basis zu verwirklichen. Daraus ergeben sich Konsequenzen, die aus der Sicht des Kritischen (transzendentalen) Realismus der (modernen) Ontologie zuzuordnen sind - eine aus der Einzelwissenschaft abgeleiteten Lehre vom Sein, die keine ewigen Strukturen behauptet, sondern revidierbare Aussagen über Zusammenhänge in Natur, Gesellschaft und Denken aufstellt.

## Empirische Untersuchung
Empirische Untersuchungen müssen der dialektischen Darstellung vorausgehen oder sie ergänzen. Erst müssen die wichtigsten Bestandteile und Beziehungen der kapitalistischen Produktionsweise bekannt sein, bevor an ihre dialektische Darstellung gedacht werden kann. Auch ist es notwendig bei den Übergängen auf höhere Darstellungsstufen zu prüfen, wie es sich im Einzelnen in Wirklichkeit verhält, oder wie sich notwendige Voraussetzungen geschichtlich herausgebildet haben.
So ist auch der Ausgangspunkt der Marxschen dialektischen Darstellung, die Ware, empirisch abgesichert, weil tatsächlich die heutige Produktionsweise im Unterschied zu früheren Produktionsweisen durch das Vorherrschen der Ware als Produkt gekennzeichnet ist.

## Hegel
Als Vorläufer der dialektischen Darstellungsmethode von Karl Marx gilt Hegel. In seiner Wissenschaft der Logik behandelt Hegel die Gesamtheit der in der Philosophie thematisierten Denkformen und Kategorien, wie Sein, Nichtssein, Werden, Dasein, Ursache und Wirkung, Qualität und Quantität usw. Führt die Analyse eines einzelnen logischen Begriffs zu einem „Widerspruch“, so muss er um weitere Begriffe ergänzt oder erweitert werden („Aufhebung“). Beispielsweise führt die Analyse der Kategorie des Seins, die wegen ihrer universellen Anwendbarkeit ohne jegliche weitere Bestimmungen definiert werden kann, auf die Kategorie des „Nichts“, also zu ihrem Gegenteil. Die Analyse des Nichts dagegen zeigt, dass es etwas anderes ist als das Sein, folglich ist es selbst ein Sein. Nun könnte man das Gedankenspiel von Neuem beginnen und in einen unendlichen Zirkel geraten. Die philosophische Reflexion tritt nun einen Schritt zurück und konstatiert, dass Sein in Nichts und Nichts in Sein übergegangen ist - und das ist die Darstellung des Werdens. Der Übergang zum Werden kann auch als eine Synthese der vorangegangenen Begriffe beschrieben werden, so dass Hegels dialektische Bewegung dem schon in der griechischen Antike bekannten Schema These-Antithese-Synthese folgt. Auf diese Weise wird in der „Wissenschaft der Logik“ fortgefahren. Beispielsweise ist das gewordene Sein, das bestimmte Sein, ein Dasein, das mit neuen Widersprüchen behaftet ist, so dass die dialektische Methode immer weiter fort treibt, bis schließlich ein in sich geschlossenes Gesamtsystem, eine Totalität, erreicht worden ist. Diese Totalität begründet dann wiederum im Nachhinein den gewählten Ausgangspunkt und liefert eine umfassende Erkenntnis des von den Denkformen erfassten Seins, nun aber nicht als ein unbestimmtes Abstraktum, sondern als Einheit des Mannigfaltigen.

## Beispiel
Marx stößt in Das Kapital auf den Widerspruch, dass die Werte der Waren sich einmal gemäß der Arbeitswertlehre bestimmen, zum anderen aber zu erwarten ist, dass in allen Branchen dieselbe Profitrate sich einstellen muss, da kein Kapitalist in einer Branche investieren wird, wo die Profitrate niedriger ist. Beide Annahmen widersprechen sich, da bei genauer Anwendung der Arbeitswertlehre in Branchen mit aus technischen Gründen vergleichsweise wenig Arbeitseinsatz vergleichsweise weniger Mehrwert entsteht, und damit dort die Profitrate niedriger wäre. Marx sieht die Arbeitswertlehre nun nicht einfach als widerlegt an, sondern er nimmt an, eine Umverteilung des Mehrwerts zwischen den Branchen sei derart, dass in allen Branchen sich die gleiche allgemeine Profitrate herausbildet. Dadurch, dass das Kapital von Branchen mit niedriger Profitrate in Branchen mit hoher Profitrate wandert, steigt der Preis in ersteren über den Arbeitswert und umgekehrt in letzteren Branchen. Dieser Vorgang hält solange an, bis sich eine einheitliche allgemeine Profitrate herausgebildet hat.
Die Warenpreise bestimmen sich jetzt nicht mehr unmittelbar nach der Arbeitswertlehre, sondern sind als sogenannte Produktionspreise so bestimmt, dass in allen Branchen die gleiche Profitrate herrscht. Die gesamtwirtschaftliche Summe des Mehrwerts hat sich aber nicht verändert, der Mehrwert ist zwischen den Branchen nur so umverteilt worden, dass sich Produktionspreise ergeben haben. Die Arbeitswertlehre ist nicht widerlegt, sondern „aufgehoben“.

## Frage des Ausgangspunktes und der systematischen Reihenfolge
Der Ausgangspunkt zur Analyse der kapitalistischen Produktionsweise ist bei Marx die Ware. Das ermöglichte ihm in seinem Hauptwerk „Das Kapital“ die sinnvolle dialektische Weiterentwicklung zur Gesamtdarstellung des Kapitalismus. Mit seiner beiläufigen Interpretation menschlicher Arbeit als die alles begründende gesellschaftliche Wirklichkeit verweist Marx jedoch auch auf den grundlegenden materiellen Produktionsprozess, der konkret existiert und im Kapitalismus durch eine vermeintliche Geldproduktion G–W–G' ökonomisch verschleiert wird.
Andere Autoren haben andere Ausgangspunkte gewählt. Geert Reuten und Michael Williams gehen wie Hegel vom Sein/Nichts aus und gelangen nach einigen weiteren Zwischenschritten schließlich zur Wertform und zum Tauschverhältnis, also zum oder in der Nähe des Marxschen Ausgangspunktes Ware.
Auch in der Frage, welche systematische Reihenfolge für die dialektische Darstellung die richtige ist, kommen einige Autoren zu anderen Ergebnissen als Marx. Nach Christopher Arthur ist die Arbeitswertlehre nicht wie bei Marx schon auf der Ebene der Ware einzuführen, sondern erst auf der Ebene des Kapitals, wenn sich die Frage stellt, wie die Kapitalvermehrung G–G’ vonstattengehen kann.

## Homologiehypothese
Einige Autoren sehen zwischen Marx’ Kapital und Hegels Wissenschaft der Logik eine Isomorphie oder Homologie. So wird von Christopher J. Arthur eine Parallele gezogen zwischen Hegels Sein – Wesen – Begriff und Marx’ Ware – Geld – Kapital. So betrachtet wäre die dialektische Darstellungsmethode im Das Kapital nicht einfach nur eine Anwendung oder Weiterentwicklung einer Hegelschen Methode, sondern die ganze Hegelsche Philosophie spiegelt die innere Logik des Kapitals bzw. der bürgerlichen Gesellschaft, freilich aus bürgerlicher Sicht, wider.

## Kapitalismuskritik
Während bei Hegel die dialektische Darstellung eine in sich logisch geschlossene Begründung und auch Rechtfertigung der bürgerlichen Gesellschaft liefern soll, soll die dialektische Darstellung bei Marx die Struktur des Systems von Ware-Geld-Beziehungen im Kapitalismus rekonstruieren. Da die Herausbildung dieser Struktur von historischen Zufälligkeiten geprägt ist, war es nicht möglich, dieses System bruchlos allein nach logischen Gesichtspunkten abzuleiten. Da die dialektisch-materialistische Methode der Empirie verpflichtet ist, musste sie auch Brüche im kapitalistischen Gebäude aufzeigen. So hängt das Kapital von den Arbeitern, aus denen der Mehrwert zu pressen ist, als Voraussetzung ab, was die Möglichkeit der Abschaffung des Kapitalismus durch die Arbeiterklasse beinhaltet. Über die steigende organische Zusammensetzung des Kapitals wird zudem eben die Quelle des Mehrwerts zunehmend durch konstantes Kapital gemäß dem Gesetz des tendenziellen Falls der Profitrate verdrängt. Die stoffliche Seite, die Gebrauchswertseite, fügt sich nicht restlos in die Logik des Kapitals, so dass es regelmäßig zu Krisen kommt.

## Kritik
Marx selbst warnt in den Grundrissen im Abschnitt „Die Methode der politischen Ökonomie“ vor einer idealistischen Deutung der dialektischen Darstellungsmethode: „Hegel geriet daher auf die Illusion, das Reale als Resultat des sich in sich zusammenfassenden, in sich vertiefenden und aus sich selbst sich bewegenden Denkens zu fassen, während die Methode, vom Abstrakten zum Konkreten aufzusteigen, nur die Art für das Denken ist, sich das Konkrete anzueignen, es als ein geistig Konkretes zu reproduzieren. Keineswegs aber der Entstehungsprozeß des Konkreten selbst.“ Die dialektische Darstellungsmethode soll also nicht den wirklichen Entstehungsprozess widerspiegeln, sondern systematisch die inneren Zusammenhänge herausarbeiten. - Charakteristisch für diese Schlussfolgerung aus einer einzelnen Textstelle ist, dass die Gültigkeit der dialektischen Darstellung bei Marx auf die innere Logik seines ökonomischen Hauptwerkes beschränkt werden soll. Dagegen machen andere Interpreten darauf aufmerksam, dass Marx im Nachwort zur zweiten Auflage des „Kapital“ sehr breit und zustimmend eine Rezension zitiert, wonach es ihm darum gehe, die „Gesetze, welche Entstehung, Existenz, Entwicklung, Tod eines gegebenen gesellschaftlichen Organismus und seinen Ersatz durch einen anderen, höheren“ darzustellen. Diese Interpretation akzeptiert, dass die Konstruktion des geistig Konkreten zwar nicht identisch ist mit dem wirklichen Entstehungsprozess des Konkreten, aber die Entwicklung des real-existierenden Konkreten rekonstruieren soll. M.a.W.: die dialektische Methode soll die Einheit von Logischem und Historischem auf materialistischer Grundlage realisieren. Das entspräche einer textnahen Marx-Interpretation.